# Isthmohyla tica
Isthmohyla tica är en groddjursart som först beskrevs av Priscilla Hollister Starrett 1966.  Isthmohyla tica ingår i släktet Isthmohyla och familjen lövgrodor. IUCN kategoriserar arten globalt som akut hotad. Inga underarter finns listade i Catalogue of Life.